# Municipio de Boggs (condado de Armstrong)
El municipio de Boggs (en inglés: Boggs Township) es un municipio ubicado en el condado de Armstrong en el estado estadounidense de Pensilvania. En el año 2000 tenía una población de 979 habitantes y una densidad poblacional de 15.7 personas por km².

## Geografía
El municipio de Boggs se encuentra ubicado en las coordenadas 40°53′09″N 79°25′00″O / 40.88583, -79.41667.

## Demografía
Según la Oficina del Censo en 2000 los ingresos medios por hogar en la localidad eran de $33,571 y los ingresos medios por familia eran $36,136. Los hombres tenían unos ingresos medios de $30,089 frente a los $20,268 para las mujeres. La renta per cápita para la localidad era de $14,432. Alrededor del 8,1% de la población estaban por debajo del umbral de pobreza.